# Anicetus korotyaevi
Anicetus korotyaevi är en stekelart som beskrevs av Sugonjaev 2005. Anicetus korotyaevi ingår i släktet Anicetus och familjen sköldlussteklar.
Artens utbredningsområde är Vietnam. Inga underarter finns listade i Catalogue of Life.